# ام‌وی کاتلتمت
ام‌وی کاتلتمت (به انگلیسی: MV Cathlamet) یک کشتی است که طول آن ۳۲۸ فوت (۱۰۰٫۰ متر) می‌باشد. این کشتی در سال ۱۹۸۱ ساخته شد.